# 郑州市第九中学
郑州市第九中学（英語：Zhengzhou No.9 Middle School），简称郑州九中，是郑州市的一所高级中学，地址是金水区农业路21号，曾被评为“河南省创新教育实验试点学校”，“河南省普通高中课程改革先进单位”。